# Svetlov (planetka)
(3483) Svetlov  je planetka nacházející se v hlavním pásu asteroidů. Objevila ji ruská astronomka Ljudmila Ivanovna Černychová 16. prosince 1976. Byla pojmenována podle ruského básníka a dramatika Michaila Arkaďjeviče Světlova. Kolem Slunce oběhne jednou za 2,69 let.